# Dolichopus coquilletti
Dolichopus coquilletti är en tvåvingeart som beskrevs av Aldrich 1893. Dolichopus coquilletti ingår i släktet Dolichopus och familjen styltflugor. Inga underarter finns listade i Catalogue of Life.